# Ендр і Луара
Ендр-і-Луара (фр. Indre-et-Loire) — департамент Франції, один з департаментів регіону Центр — Долина Луари. Порядковий номер 37.
Адміністративний центр — Тур.
Населення 554 тис. чоловік (1999).
Департамент названо за іменами двох основних річок на його території Ендр і Луара.

## Географія
Площа території 6127 км².
Департамент включає 3 округи, 37 кантонів і 277 комун.

## Історія
Ендр-і-Луара — один з перших 83 департаментів, утворених під час Великої французької революції в березні 1790 р. Виник на території колишньої провінції Турень.